# Caspar Weinberger
Caspar Willard Weinberger (18 de agosto de 1917 - 28 de marzo de 2006) fue un político estadounidense y Secretario de Defensa de los Estados Unidos entre 1981 y 1987.

## Origen y formación
Nació en San Francisco en 1917 y se interesó por la política desde su adolescencia. Fue elegido delegado estudiantil ya en el colegio de secundaria. Se doctoró en Derecho por la Universidad de Harvard en 1941.
Fue soldado raso en la Segunda Guerra Mundial y luego ascendió a capitán, integrando los servicios de inteligencia del general MacArthur. Licenciado del ejército al terminar la guerra, Weinberger empezó a trabajar en un despacho de abogados con sede en San Francisco.

## Carrera política
En 1952 inició su carrera política en el Partido Republicano; fue elegido miembro de la Asamblea Estatal de California, siendo reelegido en 1954 y 1956. Como presidente del Comité de Organización Gubernamental de la Asamblea, tuvo un papel clave en la creación del Departamento de Recursos de Agua de California. Fue presidente del Partido Republicano de California en 1962.
Durante los años siguientes intentó escalar posiciones dentro del partido, pero su opción moderada fue derrotada varias veces por el ala derecha republicana. En 1966 dirigió la campaña de George Christopher, un republicano moderado, frente a Ronald Reagan en la primaria republicana para elegir al candidato del partido a la Gobernación de California. Pero fue Reagan quien obtuvo finalmente la candidatura. Entonces, inesperádamente, cambió de bando: se unió a Reagan y cuando este obtuvo el cargo de gobernador, pasó a convertirse en uno de sus más fieles colaboradores.
El gobernador Reagan lo nombró en 1968 director de Presupuestos de California y, ante la sorpresa de todos, Weinberger puso en práctica minuciosa y estrictamente, los planes de reducción del presupuesto que Reagan le encomendó. Él mismo se proclamó "un puritano en materia fiscal" y ganó tal fama que al año siguiente el presidente Richard Nixon le llamó a Washington para que encabezara la Comisión Federal de Comercio, en enero de 1970.
Volvió a ascender cuando Nixon lo nombró subdirector de la Oficina de Presupuestos en 1970 y director en 1972. Preparó los presupuestos correspondientes a los años fiscales 1972 y 1973, en los que todavía no pudo aplicar sus teorías anti-keynesianas. Pero en 1974 inició su política de reducción del gasto público, a pesar de la oposición de los liberales.
A comienzos de 1973 Weinberger pasó a ser también Secretario de Sanidad y miembro del grupo de superministros que aconsejaban a Nixon en los temas más importantes de la política interior.

## Secretario de Defensa (1981-1987)

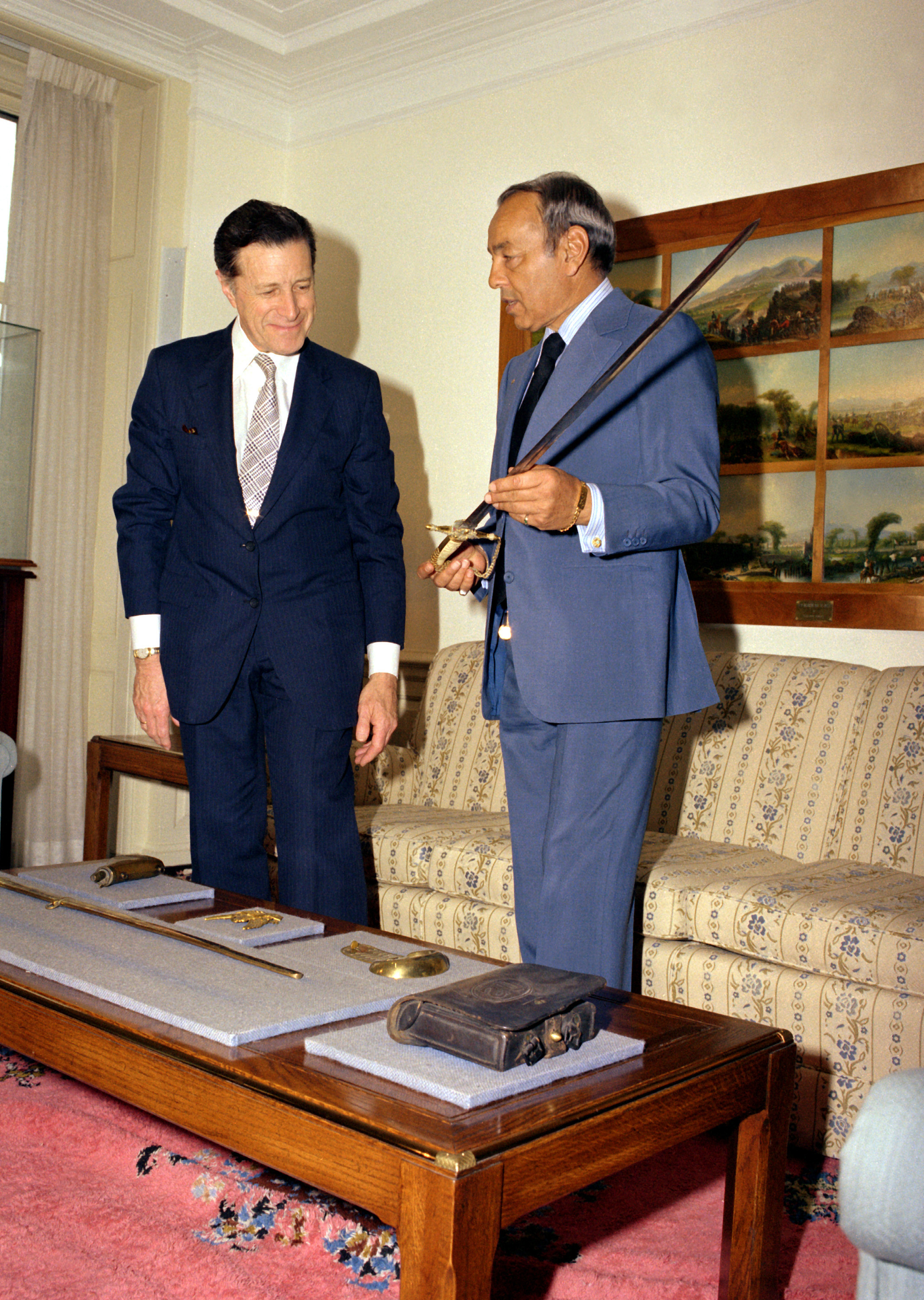
Caspar W. Weinberger con el rey Hassan II, el 20 de mayo de 1982 en Washington, Estados Unidos.

Después del escándalo Watergate, del que pudo librarse sin graves problemas, volvió a California para ser presidente ejecutivo de la corporación Bechtel (1975-1980). En 1979 volvió a trabajar con su viejo amigo Ronald Reagan, colaboró en su campaña electoral y fue nombrado Secretario de Defensa a comienzos de 1981, después de que Reagan accediera a la Casa Blanca.
Desde su confirmación como Secretario de Defensa, se dedicó a poner en práctica la política militar del presidente Reagan que quería convertir el Pentágono en el auténtico eje en torno al cual girará su actividad exterior. Weinberger puso en marcha la llamada "diplomacia de la cañonera" y logró que el Congreso de EE. UU. aprobara para 1983 el mayor presupuesto de Defensa de la historia del país hasta ese momento, con un montante de 253,000 millones de dólares.
A pesar de que en sus años como jefe de la Oficina de Presupuestos había sido apodado "Cap the Knife" (Cap el cuchillo) por su exagerada austeridad y obsesión por recortar gastos, durante sus más de 6 años al frente del Pentágono, presidió las mayores inversiones militares de Estados Unidos en tiempo de paz, con un incremento de más de 2 billones de dólares. Fue él quien convenció al Congreso para que financiara el programa Iniciativa de Defensa Estratégica (SDI) -llamado "Guerra de las Galaxias" por sus críticos- un sistema para defender a EE. UU. desde el espacio y por tierra, de ataques con misiles. El proyecto supuso la inversión de miles de millones de dólares en el diseño e investigación de radares, satélites, misiles interceptores y sistemas de comunicación.
La importancia de esta cartera era mayor que nunca debido a que Reagan había alcanzado la presidencia de Estados Unidos al grito de "¡Que vienen los rusos!", y dispuesto a acabar con la clara supremacía militar que los soviéticos habían logrado adquirir. Las nuevas teorías estratégicas de Reagan y Weinberger partían del dato -puesto en duda por los soviéticos tanto como por algunas organizaciones independientes de estudios estratégicos- de que la URSS había alcanzado una superioridad tal que podía sentir la tentación de lanzar una guerra frontal contra los Estados Unidos.
"No podemos permitir que nuestra seguridad estribe de manera exclusiva en los cálculos de un planificador soviético sobre si la URSS puede atacar con éxito Europa con sus fuerzas convencionales", declaró Caspar Weinberger. "Como consecuencia de ello, además de la modernización de las fuerzas convencionales de la OTAN, la opción nuclear continúa siendo un elemento importante de disuasión de un ataque soviético".
De este modo, Weinberger apoyó primero la negativa de Reagan a negociar con los soviéticos un desarme europeo, puso toda clase de dificultades en la mesa negociadora cuando, en 1983, las dos partes empezaron las discusiones sobre los euromisiles, y logró del Congreso de EE. UU. la aprobación del presupuesto para la construcción de los nuevos misiles tipo MX (intercontinentales) y del nuevo bombardero estratégico B-1. Aceleró con amplias dotaciones económicas los programas de investigación tecnológica de material militar y colocó a los Estados Unidos en una posición de fuerza que, según su opinión y la del presidente Reagan, era la única desde la cual se podía empezar a negociar con la Unión Soviética.
En el terreno económico, Weinberger también apoyaba la teoría de Reagan según la cual la URSS podría estar al borde del desastre económico, y trató de acelerarlo con el embargo de tecnología norteamericana para la construcción del gasoducto Siberia-Europa Occidental, con lo cual se ganó las críticas de los aliados europeos de la OTAN.
En sus últimos años al frente del Departamento de Defensa destacó por sus enfrentamientos con otros departamentos del Gobierno. Se opuso en todo momento a hacer concesiones a Moscú en las negociaciones sobre control de armas, tal y como abogaban el secretario de Estado George Shultz y otros miembros moderados de la Administración Reagan. Debido a sus cada vez mayores diferencias con la nueva líena oficial de la administración, y ante la esperada firma del Tratado Nuclear de Alcance Intermedio (INF) entre Reagan y Gorbachov, al que se oponía, Caspar Weinberger dimitió como Secretario de Defensa en noviembre de 1987.

## Guerra de las Malvinas (1982) y Crisis del Líbano (1983)
En el conflicto de las islas Malvinas, Weinberger apoyó a la primera ministra británica Margaret Thatcher en la guerra con Argentina en 1982. "Sin los aviones Harrier y su inmensa maniobrabilidad, equipados con la última versión de los misiles Sidewinder que nos suministró el ministro de Defensa de EE. UU. Caspar Weinberger, tal vez nunca hubiéramos recuperado las Malvinas", dijo luego Thatcher.
Algunos historiadores estadounidenses han destacado que Weinberger criticó en privado al entonces Secretario de Estado de EE. UU., Alexander Haig, por mediar entre Argentina y el Reino Unido para tratar de encontrar una solución pacífica. Según Weinberger, EE. UU. debía posicionarse decididamente del lado británico.
En Oriente Medio, la crisis más difícil que tuvo que enfrentar fue la de Líbano. En 1982 Israel invadió el sur de Líbano para expulsar las guerrillas de la Organización para la Liberación de Palestina, OLP, dirigidas por Yaser Arafat. El Pentágono envió 800 marines bajo mandato limitado de la ONU para evacuar a las fuerzas de la OLP. A comienzos de 1983 se logró un acuerdo por el cual las tropas israelíes se retirarían del Sur del país, aunque el acuerdo no llegó a ser ratificado por Líbano bajo presión siria. Las tropas norteamericanas abandonaron el país poco después del atentado del 23 de octubre de 1983 que costó la vida a 241 marines. Este episodio fue, según sus propias palabras, el momento más duro del periodo de Weinberger como jefe del Pentágono.

## La doctrina Weinberger
El 28 de noviembre de 1984, el Secretario Weinberger enunció ante el Club Nacional de la Prensa en Washington D. C. los seis criterios que debería observar la política exterior de EE. UU. para comprometer el uso de la fuerza en la resolución de los conflictos. Los seis criterios de la Doctrina Weinberger se expusieron como respuesta puntual al problema histórico motivado por el síndrome de Vietnam y también para resolver la disyuntiva de carácter coyuntural que afectaba a la administración del presidente Reagan en los últimos años de la Guerra Fría.
- Los Estados Unidos no deberían comprometer tropas para combatir en el extranjero, a menos que se considere vital para los intereses nacionales o de sus aliados.
- Si se decide emplear tropas de combate en una situación determinada, debería hacerse decididamente y con la intención de ganar. Si no se está dispuesto a comprometer fuerzas ni los recursos necesarios para lograr el objetivo, Estados Unidos no se debería comprometer en lo absoluto.
- Si se decide comprometer las fuerzas en combates en el extranjero se debe contar con objetivos políticos y militares claramente definidos; EE. UU. debería saber exactamente cómo pueden sus fuerzas lograr sus objetivos; y debería mandarlas a hacer precisamente eso. 
- La relación entre los objetivos y las fuerzas comprometidas -tamaño, composición y despliegue-debe evaluarse constantemente y ajustarse de ser necesario. Cuando ellos cambien, las fuerzas también deben hacerlo. 
- Antes de que Estados Unidos comprometa fuerzas de combate en el extranjero, debe existir una seguridad de que se contará con el apoyo razonable del pueblo estadounidense y de sus representantes en el Congreso. No se puede emprender una batalla contra el Congreso, en casa, mientras se les pide a las tropas que ganen una guerra en el extranjero como fue el caso de Vietnam. 
- Por último, la Doctrina Weinberger señalaba que el hecho de comprometer fuerzas de combate de los Estados Unidos debe ser el último recurso.

## Escándalo "Irán-Contra"
Weinberger fue uno de los miembros del equipo de Reagan que apoyaba su política del sabotaje en Centroamérica y el Caribe, como único método eficaz de enfrentar el "intervencionismo cubano-soviético" en Nicaragua y la isla de Granada. Con la intervención armada en Granada, se ponía en práctica dicha estrategia. Por otro lado, durante todo 1983 el Pentágono desarrolló en Honduras una serie de maniobras militares con la intención de adiestrar al ejército de ese país y a sus propias fuerzas para la lucha en las selvas centroamericanas, operaciones que fueron denunciadas por la Junta nicaragüense.
Cuando se conoció en 1987 que Estados Unidos vendió armas a Irán para financiar y entrenar a la Contra nicaragüense, pese a la prohibición del Congreso estadounidense, en lo que se conoce como el escándalo Irán-Contra, Weinberger fue acusado de esconder de los fiscales e investigadores del Congreso miles de páginas de sus notas manuscritas relacionadas con el escándalo. Él siempre negó las acusaciones y dijo que formaban parte de una maniobra de sus adversarios políticos para desprestigiarlo.

## Últimos años
En 1987 le fue otorgada la Medalla Presidencial de la Libertad por su servicio a la nación. El 23 de febrero de 1988, Weinberger fue investido caballero de la división civil de la Orden del Imperio Británico por la Reina Isabel II del Reino Unido por su apoyo en la guerra de las Malvinas, y en enero de 1989 asumió la dirección de la revista Forbes.
Caspar Weinberger murió de neumonía el 28 de marzo de 2006 en un hospital de Maine. Tenía 88 años de edad. Fue enterrado en el Cementerio Nacional de Arlington.